# Cambridge English: Young Learners

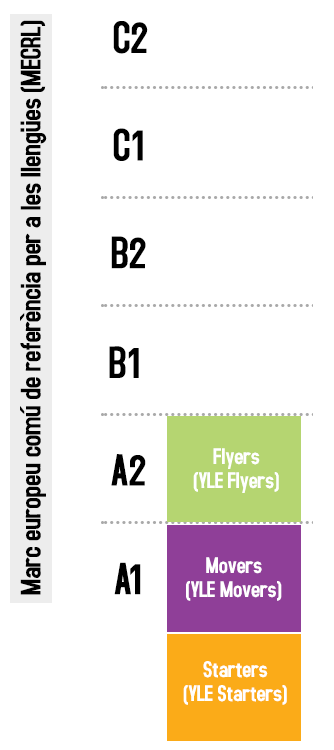
Nivell dels exàmens Young Learners al Marc europeu comú de referència per a les llengües

Els Cambridge English: Young Learners (YLE) són uns exàmens d'anglès de Cambridge English Language Assessment pensats per a infants de fins a 12 anys. N'hi ha tres de diferents: Starters, Movers i Flyers.

## Estructura
Tots tres exàmens consten de tres parts, que avaluen la comprensió oral i escrita, l'expressió escrita i l'expressió oral. Les diverses activitats mostren dibuixos o textos breus. Els candidats han d'observar una il·lustració i comparar-la amb una frase per saber si l'enunciat és cert o fals, descriure dibuixos i, ja en nivells més superiors, completar frases o textos amb les paraules adequades. L'Starters es correspon amb el nivell pre-A1 del Marc europeu comú de referència per a les llengües, el Movers amb el nivell A1 i el Flyers, amb l'A2.
- Cambridge English: Starters

1. Reading and Writing: 25 preguntes, 20 minuts
2. Listening: 20 preguntes, 20 minuts
3. Speaking: 5 parts, entre 3 i 5 minuts

- Cambridge English: Movers

1. Reading and Writing: 40 preguntes, 30 minuts
2. Listening: 25 preguntes, 25 minuts
3. Speaking: 4 parts, entre 5 i 7 minuts

- Cambridge English: Flyers

1. Reading and Writing: 50 preguntes, 40 minuts
2. Listening: 25 preguntes, 25 minuts
3. Speaking: 4 parts, entre 7 i 9 minuts

## Puntuació i resultats
Als Cambridge English: Young Learners no s'aprova ni se suspèn. Els exàmens es puntuen amb escuts: fins a un màxim de cinc per a cadascuna de les tres parts (per tant, la puntuació màxima en un examen és de 15 escuts). Així doncs, un escut en una de les parts de la prova vol dir que un candidat pot millorar molt en aquell apartat, mentre que cinc escuts demostren que la majoria de preguntes s'han respost correctament. Sigui quin sigui el resultat, tots els candidats reben un certificat.
- Reading and Writing: 1-5 escuts
- Listening: 1-5 escuts
- Speaking: 1-5 escuts

Es considera que els estudiants estan preparats per presentar-se al següent examen de Cambridge English si la seva puntuació és igual o superior als 10 escuts (sobre quinze).